# Johannes Hehn
Pour les articles homonymes, voir Hehn.
Johannes Ferdinand Hehn (né le 4 janvier 1873 à Burghausen près de Münnerstadt, mort le 9 mai 1932 à Wurtzbourg) est un théologien catholique allemand.

## Biographie
Johannes Hehn, fils d'une famille d'agriculteurs, étudie la théologie catholique à l'université de Wurtzbourg. En 1895, il est cofondateur de l'association étudiante catholique KDStV Gothia Würzburg (de). En 1898, il est ordonné prêtre. En 1899, il est promu docteur en théologie. Après avoir étudié la philologie sémitique, en particulier l'assyriologie auprès de Friedrich Delitzsch, il est docteur en philologie. En 1903, il obtient le diplôme de professeur d'exégèse de l'Ancien Testament.
Il enseigne en tant que Privat-docent à partir de 1903 et reçoit en 1907 une offre pour la chaire universitaire d'exégèse de l'Ancien Testament et des langues bibliques-orientales de l'université de Wurtzbourg, succédant à Anton von Scholz. En 1925, il refuse une offre à Breslau.
Hehn est recteur à l'université de Wurtzbourg à plusieurs reprises (semestre d'hiver 1912-1913; semestre d'été 1913 et 1915; 1928 à 1929).
Ses ouvrages Wege zum Monotheismus et Die biblische und die babylonische Gottesidee, parus en 1913, sont mis à est mis à l’Index librorum prohibitorum le 1er juillet 1925.